# مالكوسينادو
بلدية مالكوسينادو (بالإسبانية: Malcocinado)‏, هي إحدى بلديات مقاطعة بطليوس, التي تقع في منطقة إكستريمادورا, والتي تقع في غرب إسبانيا.
يبلغ عدد سكانها 533 نسمة وفقاً لإحصائية سنة (2002).